# Alexandr Novak
Alexandr Valentinovič Novak (rusky Александр Валентинович Нóвак; * 23. srpna 1971, Avdijivka) je ruský politik, od listopadu 2020 místopředseda vlády Ruské federace. Mezi lety 2012 a 2020 působil jako ministr energetiky ve vládách Dmitrije Medveděva a Michaila Mišustina. Předtím byl od září 2008 náměstkem ministerstva financí, kam přišel z funkce vedoucího správy financí Krasnojarského kraje, ve které byl v letech 2002 až 2007.
V srpnu 2020 u něj byla potvrzena nákaza nemocí covid-19.